# Канадский антициклон
Канадский антициклон, также Североамериканский антициклон — область высокого атмосферного давления над Северной Америкой с центром над Кордильерами. Является одним из сезонных центров действия атмосферы. Появляется в зимние месяцы, когда выхолаживаются обширные пространства материка Северной Америки.
Среднее давление в центре антициклона в январе составляет 1020 миллибар.
Канадский антициклон двигается на восток через весь континент часто вместе с сопутствующими циклонами. Холодный воздух, переносимый антициклоном, имеет большую плотность и обычно не поднимается выше 3 километров, поэтому Скалистые горы зачастую останавливают движение антициклона. В особо холодные зимы канадский антициклон может преодолеть эти горы и принести холодный фронт на Юго-запад США и в Мексику. Достигнув Атлантического океана канадский антициклон обычно сливается с Азорским антициклоном.
Канадский антициклон схож с Азиатским максимумом, однако он гораздо меньше и значительно слабее влияет на погоду Северного полушария.